# Workington
Pour l’article homonyme, voir Workington (circonscription britannique).
Workington est une ville portuaire et civil parish d'Angleterre, située sur la côté ouest du pays, en Cumbria. Elle fait partie du district d'Allerdale et est le siège du conseil de district.

## Sport
La ville est connue en Grande-Bretagne grâce à son équipe de rugby à XIII, qui dispute le championship, autrement dit la deuxième division britannique de la discipline.
Il y a aussi Workington Association Football Club, un club de football fondé en 1921.

## Jumelage
- Val-de-Reuil (France)[2]

## Personnalités liées à la ville
- Mark Cueto (1979-), joueur de rugby à XV anglais, y est né.
- Christopher Curwen (?-1450), soldat, un administrateur et un homme politique, y est enterré.
- Scott Dobie (1978-), footballeur écossais, y est né.
- Troy Donockley (1964-), joueur anglais de uilleann pipes, y est né.
- Tom Iredale (1880-1972), ornithologue et malacologiste, y est né.
- Gordon Bamford Preston (1925-2015), mathématicien anglais réputé pour ses travaux sur les demi-groupes, y est né.
- John Stagg (1770-1823),  poète romantique anglais surnommé « le barde aveugle de Wigton », y est mort.
- Alan Tarney (1945-), auteur-compositeur, producteur de disques et bassiste, y est né.
- Paul Workman (1952-), scientifique connu pour son travail sur la découverte et le développement de nouveaux médicaments contre le cancer, y est né.